# Krvavé křtiny aneb Drahomíra a její synové
Krvavé křtiny aneb Drahomíra a její synové je drama o 4 jednáních, které napsal Josef Kajetán Tyl. V letech 1848–1849 pobýval Tyl v Kroměříži, kde byl poslancem ústavodárného sněmu. Ovzduší té doby také zanechalo stopy v tomto historicko-politickém dramatu, které se odehrává v Čechách v 10. století. Je zde důraz na slovanské ideje, dle nálady roku 1848. Kníže Václav je líčen jako mírumilovný, ale slabý panovník, který se mírovou smlouvou váže pod nadvládu německého krále. Proti němu jsou postaveni bratr Boleslav a matka Drahomíra, kteří chtějí svobodu národa vydobýt násilím.

## Inscenace (příklady)
Hra byla původně uváděna pod názvem Krvavé křtiny čili Drahomíra a její synové, nověji Krvavé křtiny aneb Drahomíra a její synové, též Drahomíra a její synové
Premiéra byla 11. února 1849 na scéně Stavovského divadla.
V Národním divadle byla hra poprvé uvedena až v roce 1960 v úpravě a režii Otomara Krejči.

### Telelevizní inscenace
Československá televize uvedla hru v roce 1995 pod názvem Kníže Václav (režie František Filip).

## Postavy
- Jindřich, nazván Ptáčník, král německý
- Drahomíra, vdova po knížeti Vratislavovi
- Václav, kníže český
- Boleslav, jeho bratr
- Ludmila, jich bába, vdova po knížeti Bořivojovi
- Světimíra, kněžna stodoranská, choť Boleslavova
- Hněvsa, mocný lech
- Popel, vladyka a zemský kmet
- Chrastěj, kněz křesťanský, učitel Václavův
- Česta, kněz pohanský
- Velena, jeho vnučka
- Tyra, zajatý Maďar a sluha Hněvsův
- Podivín, Václavův důvěrník
- Sigibert, německý vyslanec

## Děj

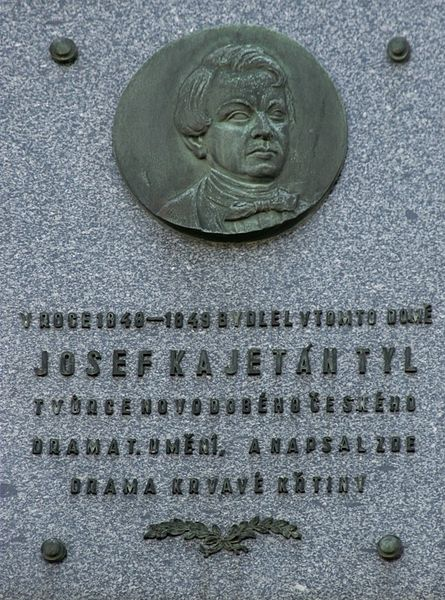
Pamětní deska J.K.Tyla v Kroměříži

### 1. jednání
Po smrti knížete Vratislava nastoupí na trůn starší syn Václav. Jeho matka Drahomíra jej vyzývá k boji s Němci, kteří napadají slovanské kmeny a sama se nabízí postavit do války proti nepřátelům. Ludmila ji upozorňuje, že jí toto nepřísluší, je to jen právo knížete Václava. Václav podporován Ludmilou chce bojovat jako křesťanský kníže: duchem, ne válkou.
O samotě se pak Drahomíra domlouvá s Hněvsou na svolání vojska do pole a také na možnosti vraždy Ludmily.

### 2. jednání
Vrací se Tyra se zprávou o vítězném boji se Sasy a o tom, že si Boleslav přiváží domů nevěstu.
Spor mezi Drahomírou a Ludmilou o vliv na Václava a jeho vládu křesťanské lásky se vyostří. Ludmila nabádá Václava, aby se vládě více věnoval a nenechal si vzít trůn Drahomírou. Přichází Boleslav se Světimírou a jsou uvítáni Ludmilou i Václavem, který jim věnuje úrodné kraje kolem Jizery, kde mohou panovat. Boleslav se zdráhá, ale vlivem Ludmily přijímá dar a s Václavem se smiřuje. Přichází Hněvsa a chlubí se vítězstvím. Má v úmyslu postavit nové vojsko a vést novou válku. Václav je rezolutně proti, i když mu Hněvsa otevřeně vyhrožuje.
Václav přijímá vyslance německého krále, který žádá náhradu za škodu, kterou české vojsko způsobilo. Hněvsa to velmi hrubě odmítá, takže vyslanec odchází uražen. Václav kárá Hněvsu za jeho chování, ale ten mu opět vyhrožuje.
Druhé jednání končí zprávou o zavraždění kněžny Ludmily.

### 3. jednání
Nepřátelské vojsko vtrhlo do Čech. Drahomíra a Boleslav nabádají Václava, aby se pustil do boje. Václav konečně svoluje vést vojsko. Ještě před bojem však jde Václav ke králi Jindřichovi sjednat mír. Za to slibuje věrnost německému králi a placení vysokých poplatků. Po návratu domů sklidí Václav nenávist a pohrdání, hlavně od Boleslava, Drahomíry  a Popela.

### 4. jednání
Václav se na cestě k bratrovi ukryje před bouří ve zbořeném pohanském chrámu. Zde vyslechne hovor Česty s Tyrou, z něhož se dovídá pravdu o vraždě Ludmily, kterou Tyra uškrtil na přání Drahomíry.
Na hradě Boleslavově se připravují křtiny. Boleslav, Drahomíra, Hněvsa a Popel se radí, jak odstranit Václava z trůnu. Drahomíra prosí Boleslava, aby bratrovi neublížil.
Přijíždí Václav, Boleslav ho uvítá a zve mezi ostatní hodující. Jen Drahomíra prosí Václava, aby opustil tento dům. Václav nedbá matky a hoduje s bratrem a jeho hosty. Ráno se chce Václav pomodlit a jde do kostela. Boleslav ho před kostelem s mečem v ruce chce zatknout a vsadit do vězení. Václav ho přemůže a porazí na zem, pak ho zezadu tne Hněvsa a dorazí ho Tyra a Česta.